# Aïmen Moueffek
Aïmen Moueffek, né le 9 avril 2001 à Vienne, est un footballeur marocain qui évolue au poste de milieu de terrain à l'AS Saint-Étienne.

## Biographie
Né à Vienne, dans l'Isère, Moueffek commence à jouer au foot à Saint-Maurice-l'Exil, rejoignant ensuite le CASCOL à Oullins, avant d'arriver à l'ASSE lors de la saison 2011‑2012,,.

### Carrière en club
Il fait partie de la jeune équipe des Verts qui remporte la Coupe Gambardella en 2019 (la quatrième de l'histoire du club du Forez), au Stade de France, contre le Toulouse FC (2‑0). Comme plusieurs autres vainqueurs de la coupe, il se voit proposer son premier contrat professionnel, qu'il signe en juillet 2019,.
Il est sur le banc lors de la défaite stéphanoise en finale de la Coupe de France 2020. Après de bonnes performances lors des matches amicaux de l'été 2020, Moueffek fait ses débuts professionnels à l'AS Saint‑Étienne le 17 septembre 2020. Il entre en jeu dès la 9e minute, remplaçant Mathieu Debuchy, blessé, lors de la victoire des Stéphanois contre Marseille (2-0 pour les Verts) au Stade Vélodrome, la première pour l'ASSE dans l'antre phocéen depuis 41 ans. Ce match en retard comptait pour la première journée de Ligue 1, alors que l'Olympique de Marseille de Villas-Boas était récent tombeur du Paris Saint-Germain en championnat.
Le 27 mai 2021, Aïmen Moueffek prolonge son contrat jusqu'en 2024. Puis de nouveau jusqu'en 2028 avec une option d'une année supplémentaire en juillet 2024.
Après la descente en Ligue 2 de l'AS Saint-Étienne à l'issue de la saison 2021-2022, Aïmen Moueffek gagne en temps de jeu dans le milieu de terrain des verts.
Il se montre encore plus à son avantage lors de la deuxième saison du club forézien en deuxième division, étant devenu un titulaire d'Olivier Dall'Oglio et réalisant de bonnes performances. Artisan majeur de la montée en Ligue 1 des stéphanois, Moueffek est courtisé mais décide de prolonger jusqu'en 2028 avec les verts.

### Carrière en sélection
Né en France, Aïmen Moueffek possède par ses parents la nationalité marocaine,. Il joue quelques matches amicaux avec l'Équipe de France des moins de 16 ans entre février et mars 2017.  
Il joue également un match amical avec l'Équipe de France des moins de 20 ans contre le club de l'En avant Guingamp (Ligue 2), le 9 octobre 2020, et redonne un avantage décisif aux Bleuets à la 72e minute, inscrivant le deuxième but de la formation tricolore sur corner (2-1 score final). 
Le 5 septembre 2023, il choisit de représenter les couleurs du Maroc avec sa première sélection chez les jeunes.

## Statistiques

### Statistiques détaillées
| Saison                | Club                  | Championnat           | Championnat | Championnat | Coupe(s) nationale(s) | Coupe(s) nationale(s) | Play-offs | Play-offs | Total | Total |
| Saison                | Club                  | Division              | M.          | B.          | M.                    | B.                    | M.        | B.        | M.    | B.    |
| 2020-2021             | AS Saint-Étienne      | Ligue 1               | 19          | 0           | 1                     | 0                     | -         | -         | 20    | 0     |
| 2021-2022             | AS Saint-Étienne      | Ligue 1               | 15          | 0           | 3                     | 0                     | -         | -         | 18    | 0     |
| 2022-2023             | AS Saint-Étienne      | Ligue 2               | 23          | 1           | 1                     | 0                     | -         | -         | 24    | 1     |
| 2023-2024             | AS Saint-Étienne      | Ligue 2               | 34          | 4           | 1                     | 0                     | 3         | 0         | 38    | 4     |
| 2024-2025             | AS Saint-Étienne      | Ligue 1               | 22          | 0           | -                     | -                     | -         | -         | 22    | 0     |
| 2025-2026             | AS Saint-Étienne      | Ligue 2               | 2           | 0           | -                     | -                     | -         | -         | 2     | 0     |
| Sous-total            | Sous-total            | Sous-total            | 115         | 5           | 6                     | 0                     | 3         | 0         | 124   | 5     |
| Total sur la carrière | Total sur la carrière | Total sur la carrière | 115         | 5           | 6                     | 0                     | 3         | 0         | 124   | 5     |

## Palmarès
AS Saint-Étienne
- Coupe Gambardella (1) :
  - Vainqueur : 2018-2019.